# Nova Casa dels Estudiants de Hèlsinki
La Nova Casa dels Estudiants de Hèlsinki (en finès Uusi Ylioppilastalo) és un edifici obra de l'arquitecta finesa Wivi Lönn.
La Nova Casa es va construir en 1910, adjacent a la Vella Casa inaugurada en 1870. Les oficines centrals i de serveis de la Universitat de Hèlsinki es troben a l'edifici, que també alberga la revista estudiantil Ylioppilaslehti. L'edifici és seu també d'algunes de les nacions estudiantils i altres organitzacions acadèmiques.